# Rebecca Meyers
Rebecca Meyers, née le 20 novembre 1994 à Baltimore, est une nageuse handisport américaine, atteinte du syndrome d'Usher.
En 2015, elle a reçu le ESPY Awards de la meilleure athlète féminine atteinte d'un handicap. Elle a remporté trois médailles d'or lors des Jeux paralympiques d'été de 2016, établissant un nouveau record mondial.

## Biographie
Rebecca Anne Meyers est née de Maria Dachille et Mark Meyers. Elle a grandi à Baltimore et a étudié durant son adolescence à la Notre Dame Preparatory School. Elle s’est entraînée notamment au centre aquatique Loyola Blakefield.
Meyers est atteinte du Syndrome d'Usher qui génère de multiples handicaps. Elle est aujourd'hui pratiquement sourde mais porte un implant cochléaire pour continuer à entendre. Sa maladie la rend progressivement malvoyante tout en étant atteinte d'une rétinite pigmentaire. Enfin, elle souffre aussi de déséquilibre, ce qui l'oblige à se déplacer régulièrement avec l'aide d'une canne. 
Elle se distingue aux Jeux paralympiques d'été de 2016 en remportant trois médailles d'or (S13 (en) 400m nage libre, 50m nage libre et 100m nage libre) et en établissant un nouveau record du monde pour le S13 400m nage libre avec un temps de 4:19.59.